# FFG-826 천안
FFG-826 천안(天安)은 제3대 천안함으로 대구급 호위함이다.

## 역사
2010년에 일어난 천안함 피격 사건으로 인하여 침몰한 PCC-772 천안(제2대 천안함)의 명칭을 계승하여 명명되었다.
2023년 5월 19일 경상남도 진해 군항에 취역하면서 실전배치되었다.

## 특징
기존 포항급 초계함인 천안함에 비해서 무장과 탐지능력이 더 좋아졌다. 오토멜리라 76mm 함포에 비해 강화된 5인치 함포가 탑재되었다. 추가로 해궁 미사일 및 홍상어 대잠유도탄들을 탑재해 대잠 및 대공능력을 대폭 강화시켰다.